# Municipio de Lincoln (condado de Anderson)
El municipio de Lincoln (en inglés: Lincoln Township) es un municipio ubicado en el condado de Anderson en el estado estadounidense de Kansas. En el año 2010 tenía una población de 190 habitantes y una densidad poblacional de 1,48 personas por km².

## Geografía
El municipio de Lincoln se encuentra ubicado en las coordenadas 38°12′59″N 95°9′7″O / 38.21639, -95.15194. Según la Oficina del Censo de los Estados Unidos, el municipio tiene una superficie total de 127.96 km², de la cual 127,38 km² corresponden a tierra firme y (0,45 %) 0,57 km² es agua.

## Demografía
Según el censo de 2010, había 190 personas residiendo en el municipio de Lincoln. La densidad de población era de 1,48 hab./km². De los 190 habitantes, el municipio de Lincoln estaba compuesto por el 97,37 % blancos, el 1,05 % eran afroamericanos, el 1,05 % eran asiáticos, el 0,53 % eran de otras razas. Del total de la población el 0,53 % eran hispanos o latinos de cualquier raza.